# Салага
Салага — шутливо-пренебрежительное прозвание неопытных молодых матросов, военнослужащих новых наборов или курсантов первых лет обучения в военных училищах.

## Происхождение
Слово «салага» (также «салака») появляется в XIX веке как название небольшой рыбки, уклейки и плотвы. Происходит от финского salakka (Alburnus lucidus), эстонского salakas, людики и вепсы salag.
Начиная с 1920—1930-х слово «салага» встречается и в переносном смысле:
— Ты сказал «салага», — вспомнил Васька. — Что такое салага?
  — Рыбка такая, — ответил Шарапов, — маленькая.
  — Так у нас мальцов зовут, — объяснил Ситников. — Салагами да салажатами... Ты, значит, тоже салажонок, только тебя еще драть надо, чтобы толк вышел.